# Paridon von Horn
Johan Paridon von Horn, född 26 juli 1912 i Stockholm, död 15 december 1999 på Lidingö, var en svensk lärare och skådespelare.
Han är begravd på Solna kyrkogård.

## Filmografi
Roller
- 1951 – Terras fönster nr 5
- 1973 – Anderssonskans Kalle i busform
- 1979 – Linus eller Tegelhusets hemlighet

Regiassistent
- 1944 – Klockan på Rönneberga